# محمد بن مسلمة
محمد بن مسلمة (المتوفي سنة 46 هـ) صحابي من بني حارثة بن الحارث من الأوس، كان حليفًا لبني عبد الأشهل. أسلم قديمًا، وشهد المشاهد كلها إلا غزوة تبوك، وشارك في الفتح الإسلامي لمصر، وكان المبعوث الخاص لعمر بن الخطاب إلى ولاته. اعتزل محمد بن مسلمة الفتنة، وسكن الربذة إلى أن قُتل في خلافة معاوية بن أبي سفيان.

## سيرته
أسلم محمد بن مسلمة على يد مصعب بن عمير قبل إسلام سعد بن معاذ وأسيد بن حضير، وقبل الهجرة النبوية. ولما هاجر النبي محمد ﷺ، آخى بين محمد بن مسلمة وأبي عبيدة بن الجراح.
شهد مع النبي محمد ﷺ غزواته كلها ما عدا غزوة تبوك حيث استخلف النبي محمد ﷺ محمد بن مسلمة على المدينة المنورة لما أراد الخروج لها، وكان ممن ثَبُت مع النبي محمد ﷺ في غزوة أحد، ولما خرج النبي محمد ﷺ لعمرة القضاء، قدّم النبي محمد حين بلغ ذا الحليفة الخيل أمامه وهي 100 فرس، وجعل محمد بن مسلمة قائدهم. كما استعمله النبي محمد ﷺ على سريتين إلى القرطاء وذي القصة. كذلك شارك ابن مسلمة في قتل كعب بن الأشرف.
بعد وفاة النبي محمد ﷺ، شارك محمد بن مسلمة في الفتح الإسلامي لمصر، وكان مع الزبير بن العوام في حصار حصن بابليون. كان محمد بن مسلمة محل ثقة الخليفة الثاني عمر بن الخطاب الذي استعمله على زكاة جهينة، وكان ابن مسلمة على مقدمة جيش عمر حين قدم إلى الجابية. كما كان مبعوث عمر الخاص إلى عمّاله للتقصي في الشكاوي التي كانت تأتيه من العمّال، فهو الذي أحرق على سعد بن أبي وقاص باب قصره في العراق، وهو الذي قاسم عمرو بن العاص ماله في مصر.
لما قُتل عثمان، اعتزل محمد بن مسلمة الفتنة، واتخذ سيفًا من خشب، وانتقل إلى الربذة، فأقام بها بوصية من النبي محمد ﷺ، حيث روى أبو بردة بن أبي موسى الأشعري أنه مر بالربذة، فمر بخيمة محمد بن مسلمة، فقال له: «لو خرجت إلى الناس، فأمرت ونهيت؟»، فقال: «قال لي النبي ﷺ: يا محمد، ستكون فرقة وفتنة واختلاف، فاكسر سيفك، واقطع وترك، واجلس في بيتك، ففعلت ما أمرني». كما قال حذيفة بن اليمان عن محمد بن مسلمة: «سمعت رسول الله ﷺ يقول: لا تضره الفتنة».
قُتل محمد بن مسلمة في صفر 46 هـ بالمدينة، وقيل سنة 43 هـ، وعمره يومها 77 سنة، وصلى عليه مروان بن الحكم. وكان الذي قتله رجل من أهل الأردن تغيّظ اعتزاله للفتنة، فاقتحم عليه منزله، وقتله. كان محمد بن مسلمة طويلاً أسمر معتدل الطول أصلع. خلف محمد بن مسلمة من الولد عشرة بنين وست بنات، عبد الرحمن وأم عيسى وأم الحارث أمهم أم عمرو بنت سلامة بن وقش من بني عبد الأشهل، وعبد الله وأم أحمد أمهما عمرة بنت مسعود بن أوس الظفرية الأوسية، وسعد وجعفر وأم زيد أمهم قتيلة بنت الحصين بن ضمضم من بني مرة بن عوف من قيس عيلان، وعمر أمه زهراء بنت عمار بن معمر من بني مرة من بني خصيلة من قيس عيلان أيضًا، وأنس وعمرة أمهما من بطن من بطون قبيلة كلب، وقيس وزيد ومحمد ومحمود وحفصة أمهاتهم أمهات أولاد.

## روايته للحديث النبوي
- روى عن: النبي محمد ﷺ.[7]
- روى عنه: المسور بن مخرمة وسهل بن أبي حثمة وقبيصة بن ذؤيب وعبد الرحمن الأعرج وعروة بن الزبير وأبو بردة بن أبي موسى الأشعري وابنه محمود بن محمد بن مسلمة[2] وقبيصة بن حصن[8] وجابر بن عبد الله بن عمرو بن حرام والحسن البصري وضبيعة بن حصين والمغيرة بن شعبة وأبو الأشعث الصنعاني.[7][9]
- الجرح والتعديل: جاء عن محمد بن مسلمة ستة أحاديث، وروى له الجماعة في كتبهم.[7]

## وصلات خارجية
- سرية محمد بن مسلمة إلى ذي القصة